# بويس مكدانيل
بويس مكدانيل (بالإنجليزية: Boyce McDaniel)‏ (و. 1917 – 2002 م) هو فيزيائي، وعالم نووي، وأستاذ جامعي من الولايات المتحدة الأمريكية . ولد في بريفارد، كارولاينا الشمالية .
شارك في مشروع مانهاتن .وكان عضواً في الأكاديمية الوطنية للعلوم .

## التعليم
تعلم في جامعة أوهايو وسلين، وجامعة كورنيل

## مناصب وهيئات
أدار جامعة كورنيل.

## جوائز
حصل على جوائز منها:
- زمالة غوغنهايم.